# چهارراه گلوبندک

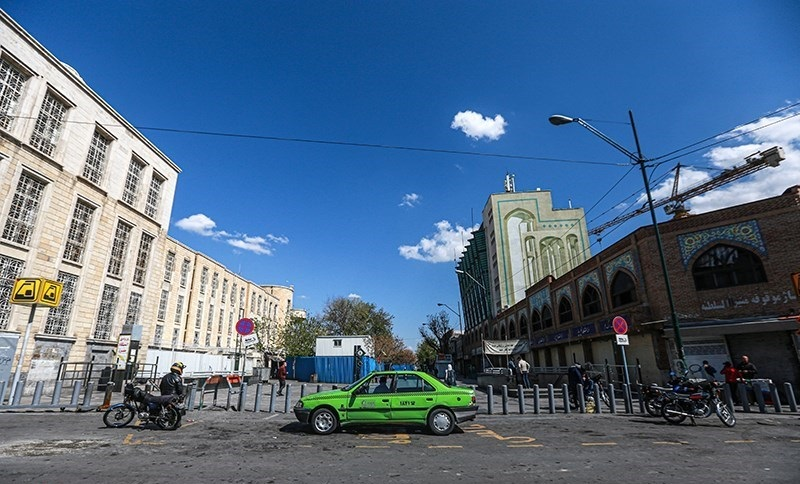
چهارراه گلوبندک

چهارراه گلوبندک یکی از چهارراه‌های قدیمی تهران و تقاطع خیابان پانزده خرداد و خیابان خیام است. این چهارراه در منطقه ۱۲ شهرداری تهران و شمال غربی بازار تهران واقع است. ایستگاه متروی پانزده خرداد در خط ۱ متروی تهران نیز در این چهارراه قرار دارد.
چشمه کوچکی در آن سه راه بوده که به آن گلوبندک می‌گفتند.
جعفر شهری باف تهران شناس در کتاب طهران قدیم می‌نویسد: 
«چهار راه گلوبندک چهار راهی در تقاطع خیابان بوذرجمهری (۱۵ خرداد) و خیام بوده‌ است. حد فاصل مسجد شاه تا چهار راه گلوبندک بازاری به نام گلوبندک بوده که در خیابان کشی‌های دوره رضاشاه تخریب شد و داخل خیابان بوذرجمهری گردید.»